# Thinophilus flavicaudatus
Thinophilus flavicaudatus är en tvåvingeart som beskrevs av Robinson 1964. Thinophilus flavicaudatus ingår i släktet Thinophilus och familjen styltflugor.
Artens utbredningsområde är Texas. Inga underarter finns listade i Catalogue of Life.